# Нёфмезон (Арденны)
Нёфмезо́н (фр. Neufmaison) — коммуна во Франции, находится в регионе Шампань — Арденны. Департамент — Арденны. Входит в состав кантона Синьи-л’Аббеи. Округ коммуны — Шарлевиль-Мезьер.
Код INSEE коммуны — 08315.
Коммуна расположена приблизительно в 190 км к северо-востоку от Парижа, в 90 км севернее Шалон-ан-Шампани, в 15 км к западу от Шарлевиль-Мезьера.

## История
Первым жителем деревни стал сэр Жюстен Демели, построивший в XVI веке замок Нёфмезон. Замок был разрушен сильным пожаром, но его руины сохранились до сих пор.

## Население
Население коммуны на 2008 год составляло 57 человек.
| 1962 | 1968 | 1975 | 1982 | 1990 | 1999 | 2008 |
| ---- | ---- | ---- | ---- | ---- | ---- | ---- |
| 74   | 77   | 67   | 57   | 50   | 61   | 57   |

## Экономика
В 2007 году среди 36 человек в трудоспособном возрасте (15—64 лет) 27 были экономически активными, 9 — неактивными (показатель активности — 75,0 %, в 1999 году было 69,7 %). Из 27 активных работали 26 человек (14 мужчин и 12 женщин), безработным был 1 мужчина. Среди 9 неактивных 5 человек были учениками или студентами, 1 — пенсионером, 3 были неактивными по другим причинам.

## Фотогалерея

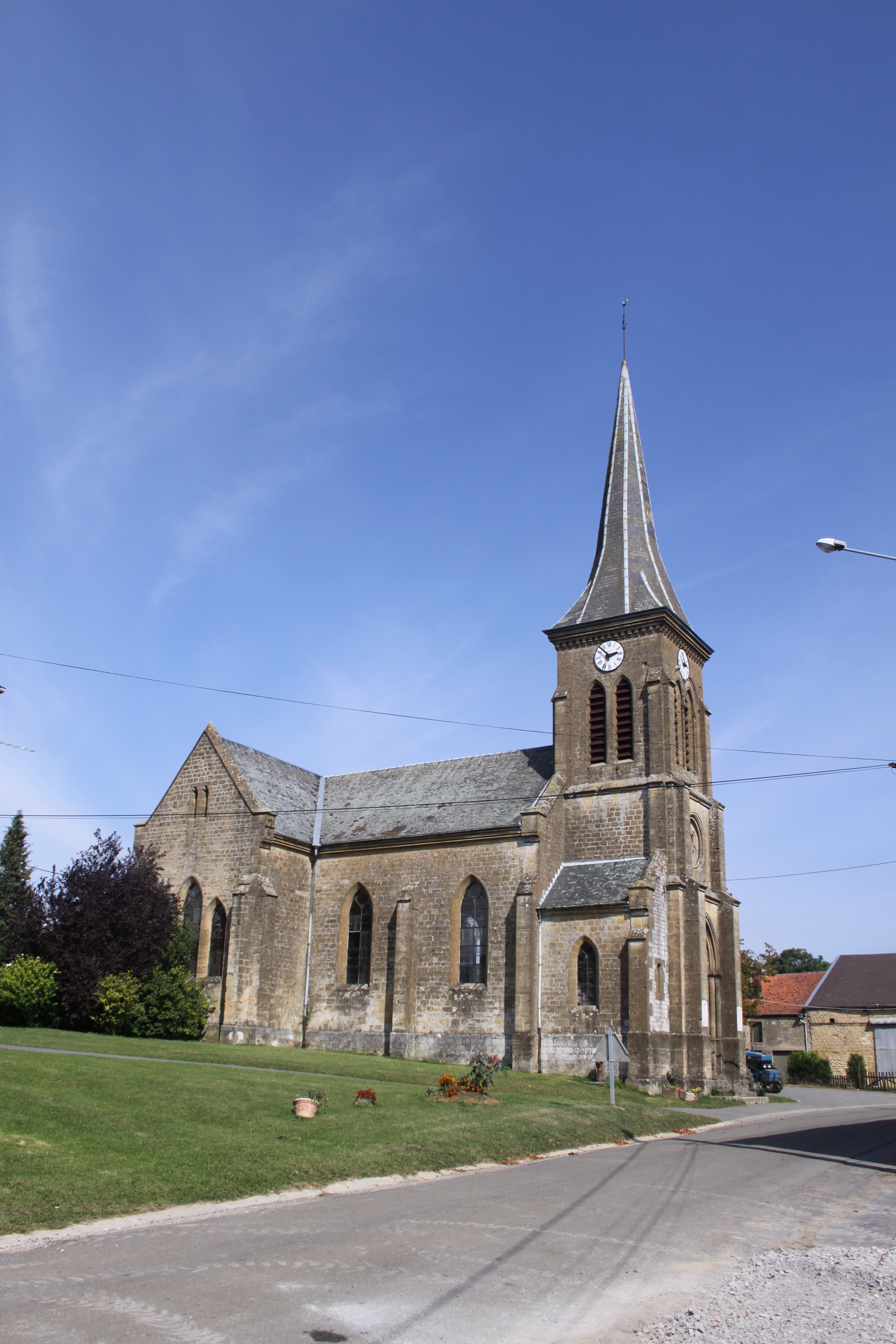
Церковь Сен-Матьё
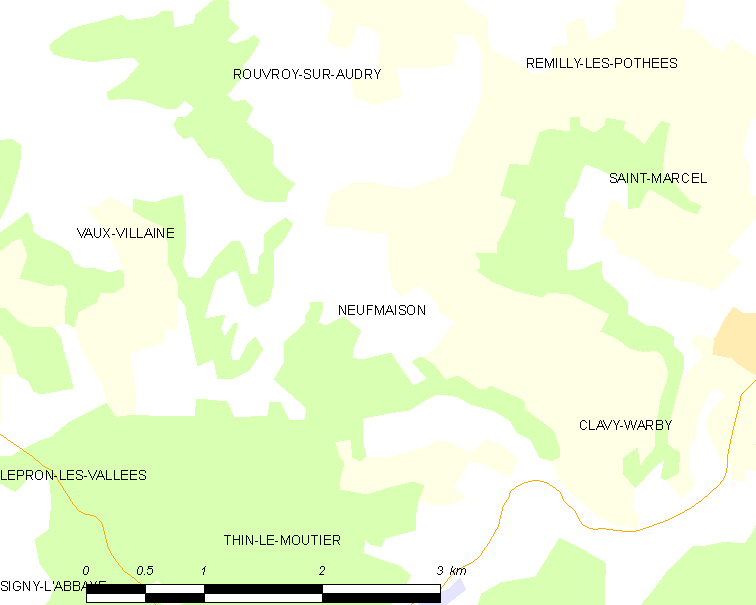
Карта коммуны